# Sant Josep de Perpinyà
Sant Josep de Perpinyà és l'església parroquial del barri de l'Estació de la ciutat de Perpinyà, a la comarca del Rosselló, de la Catalunya del Nord.
És al sector oest del centre de Perpinyà, entre el carrerons del Conflent i de Josep Cabrit, a tocar de l'avinguda del General Charles de Gaulle (antic carrer de l'Estació).
El 1858 arribava el ferrocarril a Perpinyà. Situada l'estació a una 850 metres a ponent de la Vila Nova, l'espai entre les vies del ferrocarril i la població començà a poblar-se de forma densa, superant la dispersió dels habitatges, sobretot agrícoles, fins aleshores existents. En aquell moment existia entre el clergat de Sant Joan Baptista un rector dels afores. El 1882 el capellà encarregat d'aquesta rectoria, que no tenia seu, transformà un garatge del carrer de François Valette en capella. Aquesta capella fou beneïda pel bisbe mateix, qui, a més, creava pocs dies després la parròquia de Sant Josep.
L'any següent, 1883, es comprà un terreny a prop, al carrer de Josep Cabrit, on s'erigí l'església actual. Se'n posà la primera pedra el 1891, i al cap d'un any fou consagrada per l'aleshores bisbe, Monsenyor Noël Gaussail. El 1898 Mossèn Cinto Verdaguer assistia a la benedicció de la capella del Nen Jesús, per a la qual commemoració el gran poesta va escriure una bella poesia dedicada als nens rossellonesos. El 1925 s'hi afegia el campanar, fins aleshores inexistent.